# Attributraum
Der Attributraum ordnet mathematisch AOIs (Aspects of Interest) in einem Raum an, um schnell auf Informationen zugreifen zu können. Bei der Objekterkennung kann so ein Objekt schnell identifiziert werden und im Internet sind schnelle Suchfunktionen möglich.
Die Position des Objekts wird im Attributsraum (Mehrdimensionaler Informationsraum) durch die interessierenden Attribute festgelegt. Ein Attributsraum ist dadurch mathematisch gesehen ein n-dimensionaler Würfel, wobei n die Anzahl der interessierenden Merkmale (AOI, Aspects of Interest) ist.

## Beispiel
Um ein Objekt zu beschreiben, kann u. a. die Farbe herangezogen werden. Ist ein Objekt grün, so wird das Attribut „grün“ auf den Wert 0 gesetzt. Ist das Objekt nicht grün, ist der Wert des Attributs „grün“ gleich 1. Ist das Objekt türkis oder violett, liegt der Wert des Attributs je nach Farbton etwa bei 0,3 bis 0,7. In dieser Art werden alle Merkmale des Objekts beschrieben und in einem Attributsraum angeordnet.